# 엄브렐러 아카데미
엄브렐러 아카데미(The Umbrella Academy)는 제라드 웨이가 제작, 가브리에우 바 작화의 미국 만화이다. 처음 6권의 한정판 시리즈 엄브렐러 아카데미: 아포칼립스 스위트(Umbrella Academy: Apocalypse Suite)는 2007년 9월 14일부터 2008년 2월 20일까지 다크 호스 코믹스에 의해 출시되었다. Best Finite Series/Limited Series 부문에서 2008년 아이스너상을 수상했다. 2번째 시리즈 엄브렐러 아카데미: 댈러스(The Umbrella Academy: Dallas)가 2008년 출시되었다. 2018년 10월 3일부터 2019년 6월 12일까지 엄브렐러 아카데미: 호텔 오블리비언(The Umbrella Academy: Hotel Oblivion)이 출시되었다.
2019년 2월 넷플릭스에서 텔레비전 방송 각색판 드라마 엄브렐러 아카데미가 초연되었다.